# Norrdal och Ösby
Norrdal och Ösby är en av SCB avgränsad småort i Össeby-Garns socken i Vallentuna kommun. Småorten omfattar bebyggelse i de två sammanväxta byarna Norrdal och Ösby. Småorten hade först beteckningen Norrdal + Lövholma men det ändrades till Norrdal + Lövhamra + Ösby efter att småorten vuxit söderut. 2015 ändrade SCB metoden för att ta fram småortsstatistik, varvid den norra delen av småorten, Lövhamra, kom att utgöra en separat småort.
Orterna ligger cirka 12 kilometer nordöst om Vallentuna, strax nordöst om Brottby. 